# Stazione di Villa San Giovanni
Stazione di Villa San Giovanni vasútállomás Olaszországban, Villa San Giovanni településen.

## Vasútvonalak
Az állomást az alábbi vasútvonalak érintik:
- Battipaglia–Reggio di Calabria-vasútvonal
- Villa San Giovanni–Villa San Giovanni Mare railway

## Kapcsolódó állomások
A vasútállomáshoz az alábbi állomások vannak a legközelebb:
- Stazione di Villa San Giovanni-Cannitello
- Stazione di Reggio di Calabria Catona
- Villa San Giovanni Mare railway station (Villa San Giovanni–Villa San Giovanni Mare railway)